# Свято-Троицкий храм (Ишимбай)
Свято-Троицкий храм — православный храм в городе Ишимбае. Входит в состав Ишимбайского благочиния Салаватской епархии Башкортостанской митрополии Русской православной церкви.

## История храма
В 1947 году в городе Ишимбае была открыта деревянная церковь (находится на улице Свободы в районе реки Тайрук), перестроенная из частного дома, к которому были пристроены алтарная часть и колокольня.
В 1988 году при настоятеле отце Валерии епископ Уфимский и Стерлитамакский Анатолий освятил место под строительство нового храма, находящееся в пойме реки Тайрук. Место было выбрано неудачно: при разливах вода подходила близко к фундаменту. Владимир Николаевич Поляков, бывший председатель исполкома Ишимбайского горсовета, предложил место под строительство храма, находящееся на пересечении Бульварной и Советской улиц. По ходатайству настоятеля отца Сергия и по благословению епископа Уфимского и Стерлитамакского Никона в мае 1993 года это место было освящено. Летом того же года был освящён и заложен отцом Сергием камень под основание храма. Проект сооружения был заказан и сделан в Троице-Сергиевой лавре. Архитектор — Дмитрий Сергеевич Соколов. За основу был взят Новгородский стиль XVI—XVII вв.
Отвод земли под строительство подписал глава администрации города Ишимбая Юрий Васильевич Уткин, архиепископ Никон освятил место строительства.
В связи с политическими и экономическими реформами, проводившимися в стране в 90-е годы, храм начали строить лишь в 2000 году на пожертвования прихожан, благодаря поддержке городских предприятий.
Особо активно строительству содействовал глава администрации города Ишимбая и Ишимбайского района Владимир Петрович Давыдов. За это время в храме были проведены сложные строительные работы: перекрыты своды, храм был отштукатурен и покрашен изнутри и снаружи, начались внутренние отделочные работы. На пожертвования прихожан и состоятельных жителей Ишимбая были заказаны, изготовлены и подняты кресты и купола на новый храм. Каркасы для куполов изготовили д. Василий (Анохин) и столяр Николай Козадоев. Крыть купола нитротитановым покрытием приезжала бригада кровельщиков из города Волгодонска. Кресты были заказаны и привезены из Софринского Патриаршего завода церковной утвари Купола и кресты были освящены и подняты на Пасхальной седмице 2003 года.
В 2004 году православный Свято-Троицкий храм был открыт для прихожан. В здании первой церкви города ныне размещается православная воскресная школа.
В 2011 году православные приходы РПЦ города Ишимбая вошли в состав Салаватской епархии.
26 марта 2016 года по предложению журналиста Д. В. Никулочкина главой администрации Ишимбайского района М. Х. Гайсиным было подписано постановление о переименовании остановки «Парковая» на Советской улице в «Свято-Троицкий храм», поскольку на Бульварной улице имелась одноимённая остановка.

## Память
В 2016 году возле храма был открыт мемориал, посвящённый ишимбайским священнослужителям.